# Scott Tucker (pilote automobile)
Pour les articles homonymes, voir Tucker et Scott Tucker.

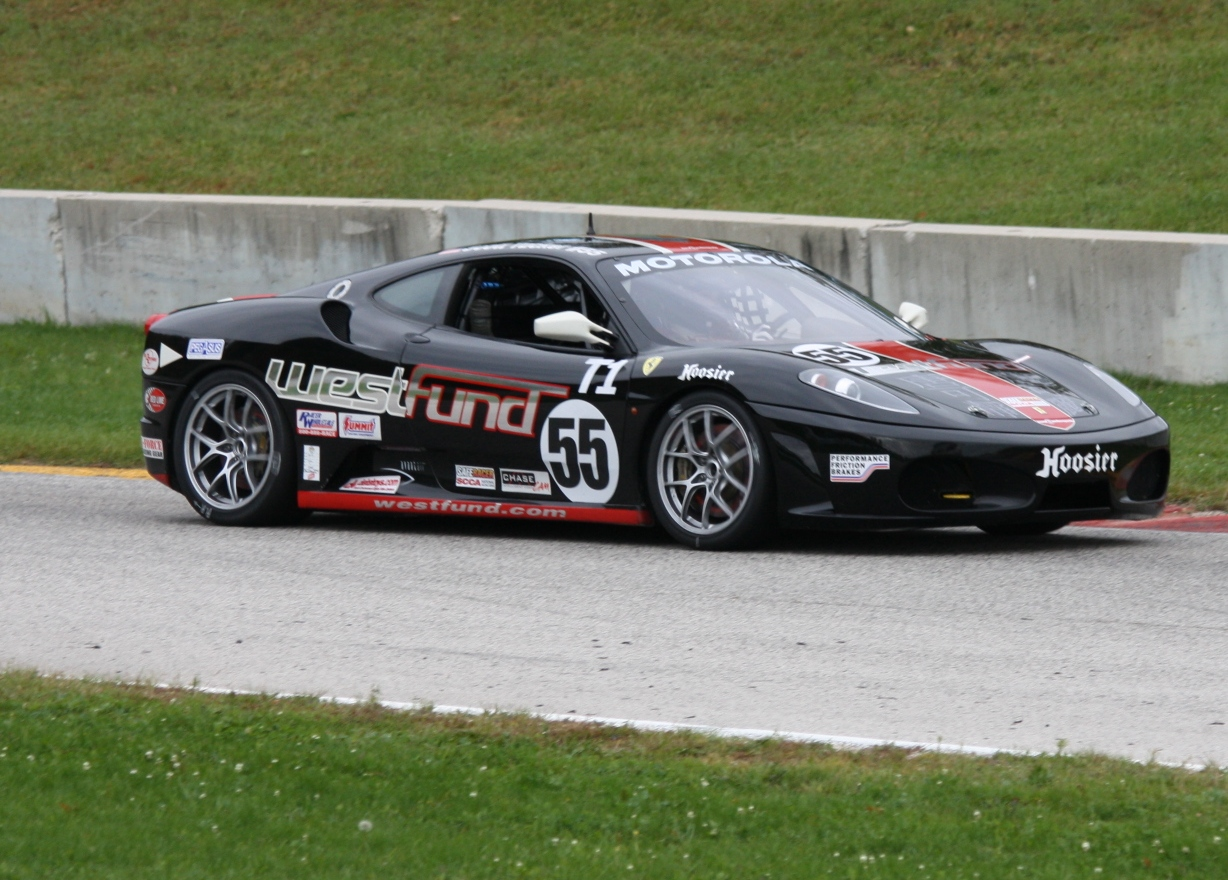
Ferrari Challenge en 2010

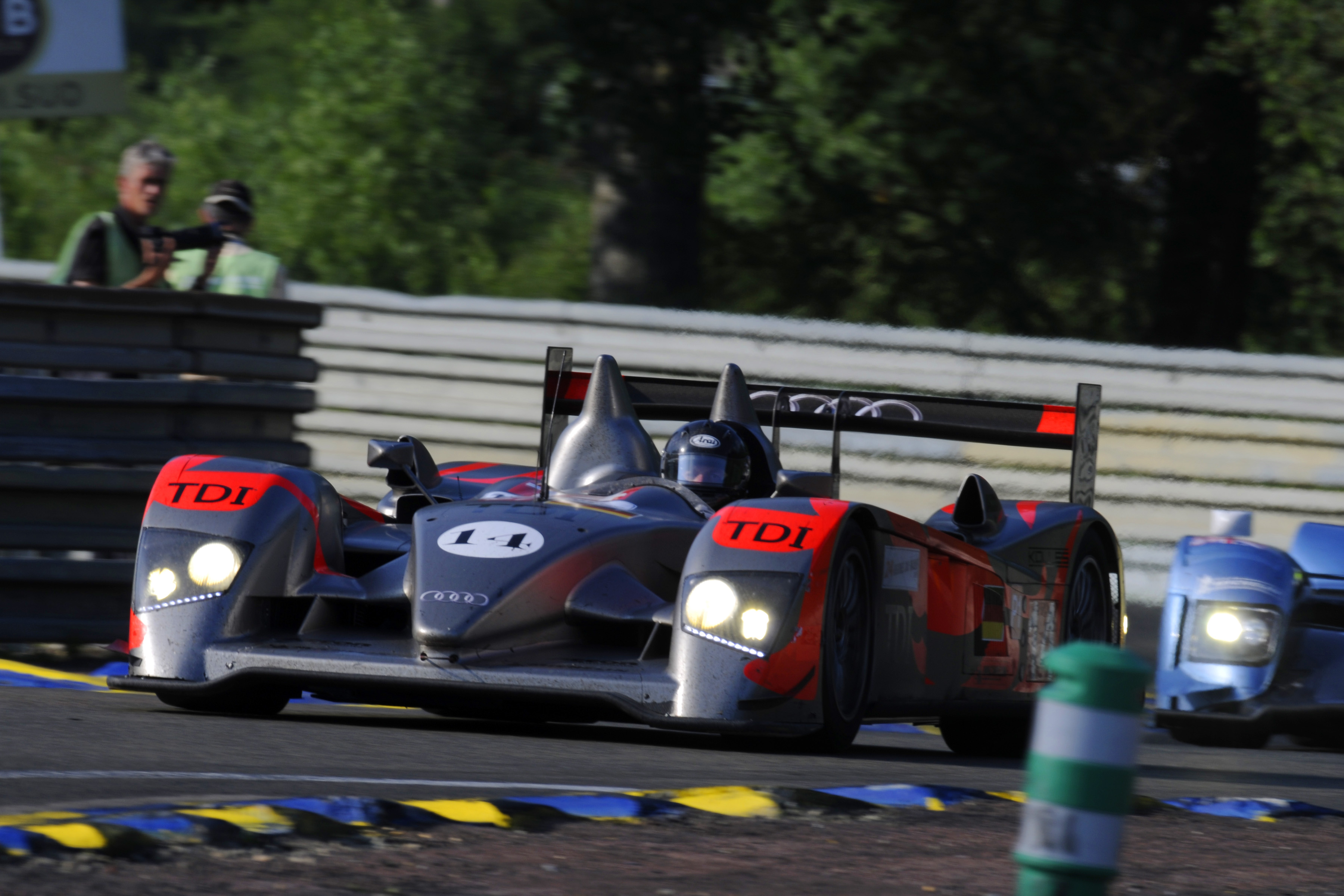
Le Mans en 2010

Scott Tucker, né le 29 mai 1962, est un racketteur condamné, un ex-homme d'affaires et un pilote automobile américain. 
En 2001, il a fondé CLK Management, une entreprise de prêts sur salaire en ligne dont les très hauts taux d'intérêts sur les prêts principaux étaient illégaux ou restreints dans plusieurs États américains. 
Il était également le propriétaire de l'écurie Level 5 Motorsports engagé en Ferrari Challenge, en Rolex Sports Car Series, en American Le Mans Series et en Intercontinental Le Mans Cup.

## Biographie
Scott Tucker a été condamné à seize ans et huit mois de prison le vendredi 5 janvier 2018, pour ses activités frauduleuses, liées à des prêts à court terme. Il a en effet été reconnu coupable d’avoir volontairement trompé ses clients pour leur facturer des frais exorbitants, tout en ayant déclaré que ses sociétés appartenaient et étaient exploitées par des tribus amérindiennes dans le but de se protéger contre d’éventuelles poursuites. 
Les déboires de Scott Tucker et de la société CLK Management font l'objet de l'épisode 2 de la saison 1 de Dirty Money, documentaire diffusé sur Netflix.

## Palmarès
- Ferrari Challenge
  - 2e du challenge nord-américain en 2010[1]

- Rolex Sports Car Series
  - 3e en 2010 avec Christophe Bouchut, Ryan Hunter-Reay, Lucas Luhr et Richard Westbrook

- American Le Mans Series
  - Titre pilote et écurie de la catégorie LMPC en 2010 et LMP2 en 2011, 2012 et 2013
  - Victoires aux 12 Heures de Sebring dans la catégorie LMPC en 2010 et LMP2 en 2011, 2012 et 2013
  - Victoire au Petit Le Mans dans la catégorie LMPC en 2010 et LMP2 en 2011, 2012 et 2013

## Résultats aux 24 Heures du Mans
| Année | Voiture      | Équipe              | Équipiers                             | Résultat |
| ----- | ------------ | ------------------- | ------------------------------------- | -------- |
| 2010  | Audi R10 TDI | Kolles              | Manuel Rodrigues / Christophe Bouchut | Abandon  |
| 2011  | Lola B08/80  | Level 5 Motorsports | João Barbosa / Christophe Bouchut     | 10e      |
| 2012  | HPD ARX-03b  | Level 5 Motorsports | Luis Díaz / Christophe Bouchut        | Abandon  |
| 2013  | HPD ARX-03b  | Level 5 Motorsports | Marino Franchitti / Ryan Briscoe      | 42e      |